# Impala
Az impala (Aepyceros melampus) az emlősök (Mammalia) osztályának párosujjú patások (Artiodactyla) rendjébe, ezen belül a tülkösszarvúak (Bovidae) családjába tartozó faj. Az impalaformák (Aepycerotinae) alcsaládjának az egyetlen élő képviselője.
Ez az állat egy közepes termetű antilop, mely Afrika keleti és déli részein fordul elő. Az Aepyceros nevű emlősnem egyetlen élő képviselője. Az antilopot legelőször 1812-ben, Martin Hinrich Carl Lichtenstein német zoológus írta le. Hivatalosan 2 alfaja van elfogadva, a közönséges és elterjedtebb impala, azaz az Aepyceros melampus melampus, valamint az Aepyceros melampus petersi, mely nagyobb méretű és sötétebb színezetű, illetve fekete orrú. Vannak olyan kutatók is, akik 6 alfaját tartják számon. Az impala átlagos marmagassága 70-92 centiméter, míg testtömege 40-76 kilogramm között mozog. A szőrzete fényesen vörösesbarna. A bika szarva karcsú, líraalakú és 45-92 centiméter hosszú.
Főleg nappal tevékeny. Éghajlattól és élőhelytől függően az impala lehet csordában élő vagy területvédő. Ennek az antilopfajnak a „társadalmában” három szociális réteg van: a területvédő bikák, a terület nélküli ifjú bikacsordák és a tehéncsordák. A ragadozók elöli futáskor kétféle ugrást is végrehajt, hogy azzal mutassa mennyire erős és gyors. Ez az állat egyaránt bokorevő és legelő; táplálékai között bokrok és fiatal Vachellia fák levelei, lágy szárú növények, perjefélék, gyümölcsök és az élőhelyén található különböző hüvelyestermések. Az évenkénti párzási időszaka akár három hétig is eltarthat, és májusban zajlik le, az esős évszak vége felé. Ekkortájt a bikák megküzdenek egymással a tehenek kegyeiért. A vemhesség körülbelül 6-7 hónapig tart; ennek végén egy borjú születik. Születése után a kis borjú védelem céljából lapulni kezd a fűben. Az elválasztás körülbelül 4-6 hónap után következik be. A fiatal bikákat elkergetik maguk mellől a tehenek, és ezek ifjú bikacsordákhoz csatlakoznak, míg a fiatal tehenek akár egész életükben is anyjuk mellett maradhatnak.
Az impala főleg a szavannákat körülvevő vagy foltozó ligeterdőket választja élőhelyéül. Néha eme ligeterdők és szavannák közti ökotonokban is látható. A víz közelsége igen fontos számára, emiatt valamilyen vízforrás mellett él. A fekete orrú alfaj a legnyugatabbi impala; ez Angolában és az északnyugat-namíbiai Kaokolandban található meg, míg a másik alfaj, az impala által elfoglalt többi területen él. Gabonba és a Dél-afrikai Köztársaságba visszatelepítették. Azokon a helyeken, ahol ez az antilop megtalálható, gyakorinak és közönségesnek számít; emiatt a Természetvédelmi Világszövetség (IUCN) nem fenyegetett fajként tartja számon. Azonban a ritkább fekete orrú alfajt ugyanez a szervezet sebezhetőnek minősíti. A sötét alfajnak 2008-ban csak kevesebb mint 1000 példánya létezett.

## Neve

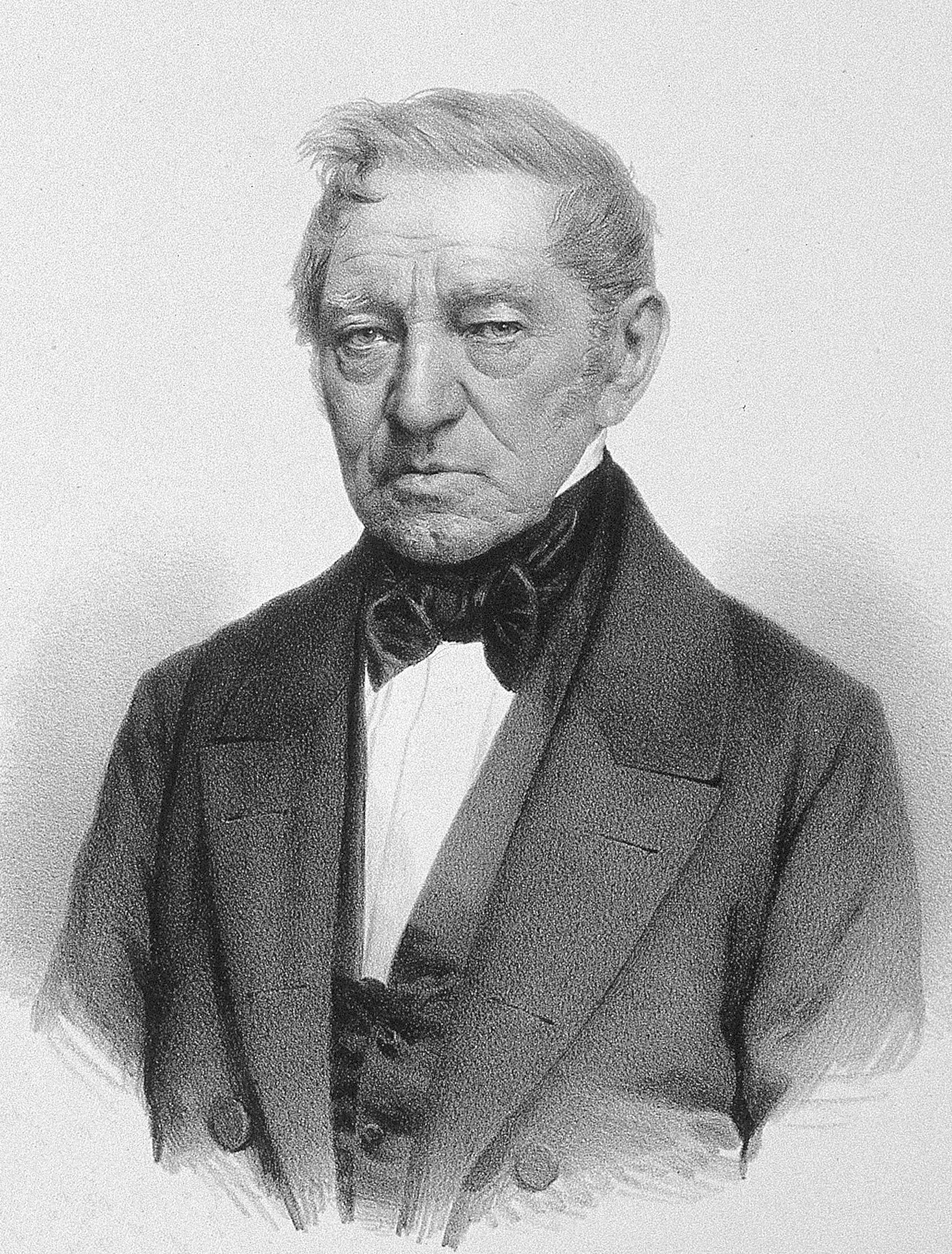
Lichtenstein, aki elsőként írta le ezt az állatot

A tudományos nemi szintű neve, az Aepyceros a görög nyelvből származik, és összetett szó: aipus = „magas” és ceros = „szarv”. A fajneve, azaz a melampus szintén görög eredetű, és „feketelábat” jelent, mivel a melas = „fekete” és pous = „láb”.
Az angolok ennek az antilopnak a nevét legelőször 1802-ben hallották; eleinte palla vagy pallah volt. Ez a megnevezés a csvana nyelvből származik és „vörös antilopot” jelent. A csvana phala szót impalla- vagy mpala-ként is ki lehet ejteni. Az így megnevezett állat első hivatalos leírása 1875-ből származik. Ezen a köznapi néven minden nyelven impalának hívják. Uganda fővárosa, Kampala neve is az impala szóra vezethető vissza – alapítása idején valószínűleg igen gyakori állat lehetett a környéken.
Afrikaans nyelven az állatot rooibok-nak nevezik, mely „vörös bakot” jelent; ezt a megnevezést néha az angol nyelvben is lehet hallani.

## Rendszertani besorolása, alfajai és kifejlődése
Manapság az Aepyceros nevű emlősnem egyetlen élő képviselője. Az állatot legelőször 1812-ben Martin Hinrich Carl Lichtenstein német zoológus írta le. 1984-ben, Elisabeth Vrba amerikai paleontológus azt állította, hogy az impala testvértaxonja a tehénantilop-formáknak (Alcelaphinae), mivel hasonlít a vörös tehénantilopra (Alcelaphus buselaphus). 1999-ben Alexandre Hassanin a párizsi nemzeti tudományos kutatóközpont dolgozója és kollégái törzsfejlődéses (philogenesis) kutatásokat végeztek az antilopok között. Ezek a kutatók sejtmag és mitokondriális DNS-vizsgálatok segítségével meghatározták az impala családfáját és a más tülkösszarvúakkal való rokonsági kapcsolatait. Hassanin és társai megtudták, hogy az impala és a pézsmaantilop (Nesotragus moschatus) egy kládot alkotnak, vagyis közös ősük van. Ez a klád testvértaxonja egy másiknak, mely a feketelábú bóbitásantilopot (Cephalophus dorsalis) és a szasszát (Oreotragus oreotragus) foglalja magába. A 2003-ban végzett riboszomális RNS és β-spectrin nuklein szekvenálások azt mutatták, hogy az impala és Nesotragus-fajok között tényleg van rokonság.
Az alábbi családfa az 1999-ben végzett kutatások eredményei szerint készült:
|  | muflon (Ovis aries) |
|  | |
|  | \| \| tarka lantszarvúantilop (Damaliscus pygargus) \| \| \| \| \| \| fekete lóantilop (Hippotragus niger) \| \| \| \| |
|  | |
|  | tarka lantszarvúantilop (Damaliscus pygargus)                                                                          |
|  | |
|  | fekete lóantilop (Hippotragus niger)                                                                                   |
|  | |

|  | tarka lantszarvúantilop (Damaliscus pygargus) |
|  |                                               |
|  | fekete lóantilop (Hippotragus niger)          |
|  |                                               |

|  | szassza (Oreotragus oreotragus)                  |
|  |                                                  |
|  | feketelábú bóbitásantilop (Cephalophus dorsalis) |
|  |                                                  |

|  | impala (Aepyceros melampus)          |
|  |                                      |
|  | pézsmaantilop (Nesotragus moschatus) |
|  |                                      |

|  | szassza (Oreotragus oreotragus)                  |
|  |                                                  |
|  | feketelábú bóbitásantilop (Cephalophus dorsalis) |
|  |                                                  |

|  | impala (Aepyceros melampus)          |
|  |                                      |
|  | pézsmaantilop (Nesotragus moschatus) |
|  |                                      |

|  | szassza (Oreotragus oreotragus)                  |
|  |                                                  |
|  | feketelábú bóbitásantilop (Cephalophus dorsalis) |
|  |                                                  |

|  | impala (Aepyceros melampus)          |
|  |                                      |
|  | pézsmaantilop (Nesotragus moschatus) |
|  |                                      |

|  | szassza (Oreotragus oreotragus)                  |
|  |                                                  |
|  | feketelábú bóbitásantilop (Cephalophus dorsalis) |
|  |                                                  |

|  | impala (Aepyceros melampus)          |
|  |                                      |
|  | pézsmaantilop (Nesotragus moschatus) |
|  |                                      |

|  | muflon (Ovis aries) |
|  | |
|  | \| \| tarka lantszarvúantilop (Damaliscus pygargus) \| \| \| \| \| \| fekete lóantilop (Hippotragus niger) \| \| \| \| |
|  | |
|  | tarka lantszarvúantilop (Damaliscus pygargus)                                                                          |
|  | |
|  | fekete lóantilop (Hippotragus niger)                                                                                   |
|  | |

|  | tarka lantszarvúantilop (Damaliscus pygargus) |
|  |                                               |
|  | fekete lóantilop (Hippotragus niger)          |
|  |                                               |

|  | szassza (Oreotragus oreotragus)                  |
|  |                                                  |
|  | feketelábú bóbitásantilop (Cephalophus dorsalis) |
|  |                                                  |

|  | impala (Aepyceros melampus)          |
|  |                                      |
|  | pézsmaantilop (Nesotragus moschatus) |
|  |                                      |

|  | szassza (Oreotragus oreotragus)                  |
|  |                                                  |
|  | feketelábú bóbitásantilop (Cephalophus dorsalis) |
|  |                                                  |

|  | impala (Aepyceros melampus)          |
|  |                                      |
|  | pézsmaantilop (Nesotragus moschatus) |
|  |                                      |

|  | szassza (Oreotragus oreotragus)                  |
|  |                                                  |
|  | feketelábú bóbitásantilop (Cephalophus dorsalis) |
|  |                                                  |

|  | impala (Aepyceros melampus)          |
|  |                                      |
|  | pézsmaantilop (Nesotragus moschatus) |
|  |                                      |

|  | szassza (Oreotragus oreotragus)                  |
|  |                                                  |
|  | feketelábú bóbitásantilop (Cephalophus dorsalis) |
|  |                                                  |

|  | impala (Aepyceros melampus)          |
|  |                                      |
|  | pézsmaantilop (Nesotragus moschatus) |
|  |                                      |

|  | Grant-gazella (Nanger granti)           |
|  |                                         |
|  | hegyi nádiantilop (Redunca fulvorufula) |
|  |                                         |

|  | muflon (Ovis aries) |
|  | |
|  | \| \| tarka lantszarvúantilop (Damaliscus pygargus) \| \| \| \| \| \| fekete lóantilop (Hippotragus niger) \| \| \| \| |
|  | |
|  | tarka lantszarvúantilop (Damaliscus pygargus)                                                                          |
|  | |
|  | fekete lóantilop (Hippotragus niger)                                                                                   |
|  | |

|  | tarka lantszarvúantilop (Damaliscus pygargus) |
|  |                                               |
|  | fekete lóantilop (Hippotragus niger)          |
|  |                                               |

|  | szassza (Oreotragus oreotragus)                  |
|  |                                                  |
|  | feketelábú bóbitásantilop (Cephalophus dorsalis) |
|  |                                                  |

|  | impala (Aepyceros melampus)          |
|  |                                      |
|  | pézsmaantilop (Nesotragus moschatus) |
|  |                                      |

|  | szassza (Oreotragus oreotragus)                  |
|  |                                                  |
|  | feketelábú bóbitásantilop (Cephalophus dorsalis) |
|  |                                                  |

|  | impala (Aepyceros melampus)          |
|  |                                      |
|  | pézsmaantilop (Nesotragus moschatus) |
|  |                                      |

|  | szassza (Oreotragus oreotragus)                  |
|  |                                                  |
|  | feketelábú bóbitásantilop (Cephalophus dorsalis) |
|  |                                                  |

|  | impala (Aepyceros melampus)          |
|  |                                      |
|  | pézsmaantilop (Nesotragus moschatus) |
|  |                                      |

|  | szassza (Oreotragus oreotragus)                  |
|  |                                                  |
|  | feketelábú bóbitásantilop (Cephalophus dorsalis) |
|  |                                                  |

|  | impala (Aepyceros melampus)          |
|  |                                      |
|  | pézsmaantilop (Nesotragus moschatus) |
|  |                                      |

|  | muflon (Ovis aries) |
|  | |
|  | \| \| tarka lantszarvúantilop (Damaliscus pygargus) \| \| \| \| \| \| fekete lóantilop (Hippotragus niger) \| \| \| \| |
|  | |
|  | tarka lantszarvúantilop (Damaliscus pygargus)                                                                          |
|  | |
|  | fekete lóantilop (Hippotragus niger)                                                                                   |
|  | |

|  | tarka lantszarvúantilop (Damaliscus pygargus) |
|  |                                               |
|  | fekete lóantilop (Hippotragus niger)          |
|  |                                               |

|  | szassza (Oreotragus oreotragus)                  |
|  |                                                  |
|  | feketelábú bóbitásantilop (Cephalophus dorsalis) |
|  |                                                  |

|  | impala (Aepyceros melampus)          |
|  |                                      |
|  | pézsmaantilop (Nesotragus moschatus) |
|  |                                      |

|  | szassza (Oreotragus oreotragus)                  |
|  |                                                  |
|  | feketelábú bóbitásantilop (Cephalophus dorsalis) |
|  |                                                  |

|  | impala (Aepyceros melampus)          |
|  |                                      |
|  | pézsmaantilop (Nesotragus moschatus) |
|  |                                      |

|  | szassza (Oreotragus oreotragus)                  |
|  |                                                  |
|  | feketelábú bóbitásantilop (Cephalophus dorsalis) |
|  |                                                  |

|  | impala (Aepyceros melampus)          |
|  |                                      |
|  | pézsmaantilop (Nesotragus moschatus) |
|  |                                      |

|  | szassza (Oreotragus oreotragus)                  |
|  |                                                  |
|  | feketelábú bóbitásantilop (Cephalophus dorsalis) |
|  |                                                  |

|  | impala (Aepyceros melampus)          |
|  |                                      |
|  | pézsmaantilop (Nesotragus moschatus) |
|  |                                      |

|  | Grant-gazella (Nanger granti)           |
|  |                                         |
|  | hegyi nádiantilop (Redunca fulvorufula) |
|  |                                         |

|  | muflon (Ovis aries) |
|  | |
|  | \| \| tarka lantszarvúantilop (Damaliscus pygargus) \| \| \| \| \| \| fekete lóantilop (Hippotragus niger) \| \| \| \| |
|  | |
|  | tarka lantszarvúantilop (Damaliscus pygargus)                                                                          |
|  | |
|  | fekete lóantilop (Hippotragus niger)                                                                                   |
|  | |

|  | tarka lantszarvúantilop (Damaliscus pygargus) |
|  |                                               |
|  | fekete lóantilop (Hippotragus niger)          |
|  |                                               |

|  | szassza (Oreotragus oreotragus)                  |
|  |                                                  |
|  | feketelábú bóbitásantilop (Cephalophus dorsalis) |
|  |                                                  |

|  | impala (Aepyceros melampus)          |
|  |                                      |
|  | pézsmaantilop (Nesotragus moschatus) |
|  |                                      |

|  | szassza (Oreotragus oreotragus)                  |
|  |                                                  |
|  | feketelábú bóbitásantilop (Cephalophus dorsalis) |
|  |                                                  |

|  | impala (Aepyceros melampus)          |
|  |                                      |
|  | pézsmaantilop (Nesotragus moschatus) |
|  |                                      |

|  | szassza (Oreotragus oreotragus)                  |
|  |                                                  |
|  | feketelábú bóbitásantilop (Cephalophus dorsalis) |
|  |                                                  |

|  | impala (Aepyceros melampus)          |
|  |                                      |
|  | pézsmaantilop (Nesotragus moschatus) |
|  |                                      |

|  | szassza (Oreotragus oreotragus)                  |
|  |                                                  |
|  | feketelábú bóbitásantilop (Cephalophus dorsalis) |
|  |                                                  |

|  | impala (Aepyceros melampus)          |
|  |                                      |
|  | pézsmaantilop (Nesotragus moschatus) |
|  |                                      |

|  | muflon (Ovis aries) |
|  | |
|  | \| \| tarka lantszarvúantilop (Damaliscus pygargus) \| \| \| \| \| \| fekete lóantilop (Hippotragus niger) \| \| \| \| |
|  | |
|  | tarka lantszarvúantilop (Damaliscus pygargus)                                                                          |
|  | |
|  | fekete lóantilop (Hippotragus niger)                                                                                   |
|  | |

|  | tarka lantszarvúantilop (Damaliscus pygargus) |
|  |                                               |
|  | fekete lóantilop (Hippotragus niger)          |
|  |                                               |

|  | szassza (Oreotragus oreotragus)                  |
|  |                                                  |
|  | feketelábú bóbitásantilop (Cephalophus dorsalis) |
|  |                                                  |

|  | impala (Aepyceros melampus)          |
|  |                                      |
|  | pézsmaantilop (Nesotragus moschatus) |
|  |                                      |

|  | szassza (Oreotragus oreotragus)                  |
|  |                                                  |
|  | feketelábú bóbitásantilop (Cephalophus dorsalis) |
|  |                                                  |

|  | impala (Aepyceros melampus)          |
|  |                                      |
|  | pézsmaantilop (Nesotragus moschatus) |
|  |                                      |

|  | szassza (Oreotragus oreotragus)                  |
|  |                                                  |
|  | feketelábú bóbitásantilop (Cephalophus dorsalis) |
|  |                                                  |

|  | impala (Aepyceros melampus)          |
|  |                                      |
|  | pézsmaantilop (Nesotragus moschatus) |
|  |                                      |

|  | szassza (Oreotragus oreotragus)                  |
|  |                                                  |
|  | feketelábú bóbitásantilop (Cephalophus dorsalis) |
|  |                                                  |

|  | impala (Aepyceros melampus)          |
|  |                                      |
|  | pézsmaantilop (Nesotragus moschatus) |
|  |                                      |

|  | Grant-gazella (Nanger granti)           |
|  |                                         |
|  | hegyi nádiantilop (Redunca fulvorufula) |
|  |                                         |

|  | muflon (Ovis aries) |
|  | |
|  | \| \| tarka lantszarvúantilop (Damaliscus pygargus) \| \| \| \| \| \| fekete lóantilop (Hippotragus niger) \| \| \| \| |
|  | |
|  | tarka lantszarvúantilop (Damaliscus pygargus)                                                                          |
|  | |
|  | fekete lóantilop (Hippotragus niger)                                                                                   |
|  | |

|  | tarka lantszarvúantilop (Damaliscus pygargus) |
|  |                                               |
|  | fekete lóantilop (Hippotragus niger)          |
|  |                                               |

|  | szassza (Oreotragus oreotragus)                  |
|  |                                                  |
|  | feketelábú bóbitásantilop (Cephalophus dorsalis) |
|  |                                                  |

|  | impala (Aepyceros melampus)          |
|  |                                      |
|  | pézsmaantilop (Nesotragus moschatus) |
|  |                                      |

|  | szassza (Oreotragus oreotragus)                  |
|  |                                                  |
|  | feketelábú bóbitásantilop (Cephalophus dorsalis) |
|  |                                                  |

|  | impala (Aepyceros melampus)          |
|  |                                      |
|  | pézsmaantilop (Nesotragus moschatus) |
|  |                                      |

|  | szassza (Oreotragus oreotragus)                  |
|  |                                                  |
|  | feketelábú bóbitásantilop (Cephalophus dorsalis) |
|  |                                                  |

|  | impala (Aepyceros melampus)          |
|  |                                      |
|  | pézsmaantilop (Nesotragus moschatus) |
|  |                                      |

|  | szassza (Oreotragus oreotragus)                  |
|  |                                                  |
|  | feketelábú bóbitásantilop (Cephalophus dorsalis) |
|  |                                                  |

|  | impala (Aepyceros melampus)          |
|  |                                      |
|  | pézsmaantilop (Nesotragus moschatus) |
|  |                                      |

|  | muflon (Ovis aries) |
|  | |
|  | \| \| tarka lantszarvúantilop (Damaliscus pygargus) \| \| \| \| \| \| fekete lóantilop (Hippotragus niger) \| \| \| \| |
|  | |
|  | tarka lantszarvúantilop (Damaliscus pygargus)                                                                          |
|  | |
|  | fekete lóantilop (Hippotragus niger)                                                                                   |
|  | |

|  | tarka lantszarvúantilop (Damaliscus pygargus) |
|  |                                               |
|  | fekete lóantilop (Hippotragus niger)          |
|  |                                               |

|  | szassza (Oreotragus oreotragus)                  |
|  |                                                  |
|  | feketelábú bóbitásantilop (Cephalophus dorsalis) |
|  |                                                  |

|  | impala (Aepyceros melampus)          |
|  |                                      |
|  | pézsmaantilop (Nesotragus moschatus) |
|  |                                      |

|  | szassza (Oreotragus oreotragus)                  |
|  |                                                  |
|  | feketelábú bóbitásantilop (Cephalophus dorsalis) |
|  |                                                  |

|  | impala (Aepyceros melampus)          |
|  |                                      |
|  | pézsmaantilop (Nesotragus moschatus) |
|  |                                      |

|  | szassza (Oreotragus oreotragus)                  |
|  |                                                  |
|  | feketelábú bóbitásantilop (Cephalophus dorsalis) |
|  |                                                  |

|  | impala (Aepyceros melampus)          |
|  |                                      |
|  | pézsmaantilop (Nesotragus moschatus) |
|  |                                      |

|  | szassza (Oreotragus oreotragus)                  |
|  |                                                  |
|  | feketelábú bóbitásantilop (Cephalophus dorsalis) |
|  |                                                  |

|  | impala (Aepyceros melampus)          |
|  |                                      |
|  | pézsmaantilop (Nesotragus moschatus) |
|  |                                      |

|  | Grant-gazella (Nanger granti)           |
|  |                                         |
|  | hegyi nádiantilop (Redunca fulvorufula) |
|  |                                         |

Ennek az antilopfajnak az idők során 6 alfaját is leírták, azonban a mitokondriális DNS-vizsgálatok csak kettőnek a létezését támasztják alá. Az alábbi lista a korábbi hat alfajt, azok laikus neveit, valamint elterjedéseiket mutatja:
- Aepyceros melampus melampus Lichtenstein, 1812 – dél-afrikai impala, Délkelet-Angola, Botswana, Zimbabwe és a Dél-afrikai Köztársaság északkeleti része
- Aepyceros melampus johnstoni Thomas, 1893 – malawi impala, Észak-Mozambik, Malawi, Zambia keleti része
- Aepyceros melampus katangae Lönnberg, 1914 – katangai impala, a Kongói Demokratikus Köztársaság déli része
- Aepyceros melampus petersi Bocage, 1879 – fekete orrú impala, Angola délnyugati részén és Namíbiában fordul elő.

Jellegzetes a fekete csík az orrán. A Természetvédelmi Világszövetség a „sebezhető” kategóriába sorolja
- Aepyceros melampus rendilis Lönnberg, 1912 – kenyai impala, (Kenya, Uganda)
- Aepyceos melampus suara Matschie, 1892 – tanzániai impala, (Tanzánia, Ruanda)

A ma elfogadott két alfaj: az Aepyceros melampus melampus Lichtenstein, 1812 (ez az elterjedtebb és gyakoribb alfaj; Afrika keleti és déli részein, azaz Kenya középső részétől Dél-Afrikáig, valamint nyugatra Angola délkeleti részéig lelhető fel) és az Aepyceros melampus petersi Bocage, 1879 (fekete orrú vagy pofájú impalaként ismert; csak Afrika délnyugati részén él, vagyis Északnyugat-Namíbia és Délnyugat-Angola határán).
Habár a két hivatalos alfaj alaktanilag igen hasonló, a genetikai különbség köztük meglehetősen nagy. Eddig még nem észleltek hibrid példányokat.
Vrba szerint ez az antilop egy ősi tehénantilopból fejlődött ki. Szintén az amerikai őslénykutató szerint míg ez az ősállat 18 más, különböző kinézetű antilopnak adott életet, addig az impala ága, legalább 5 millió éven keresztül változatlan, vagy alig átalakult formában maradt meg. Néhány fosszilis fajt is felfedeztek, köztük az Aepyceros datoadenit, mely a pliocén korban élt, ott, ahol ma Etiópia van. A kövületek azt mutatják, hogy az ősimpalák már úgy néztek ki, mint a maiak, azonban méretre kisebbek voltak. Mivel az ősállat és a mai majdnem ugyanúgy néz ki, arra hagy következtetni, hogy az impala már az ősidőkben tökéletesen alkalmazkodott környezetéhez, és többé nem volt szüksége átalakulni. Mivel csordaállat – tehát többen figyelik a ragadozókat –, étrendje nagyon változatos – tehát sokfelé sokféle növénnyel képes táplálkozni – és szimbiózisos kapcsolata van a nyűvágófélékkel (Buphagidae) – melyek a kullancsoktól (Ixodidae) és más külső élősködőktől szabadítják meg –, az impalának aligha volt szüksége a továbbfejlődéshez. Ez a három tényező meggátolta az alaktani és viselkedési átalakulását.

## Előfordulása

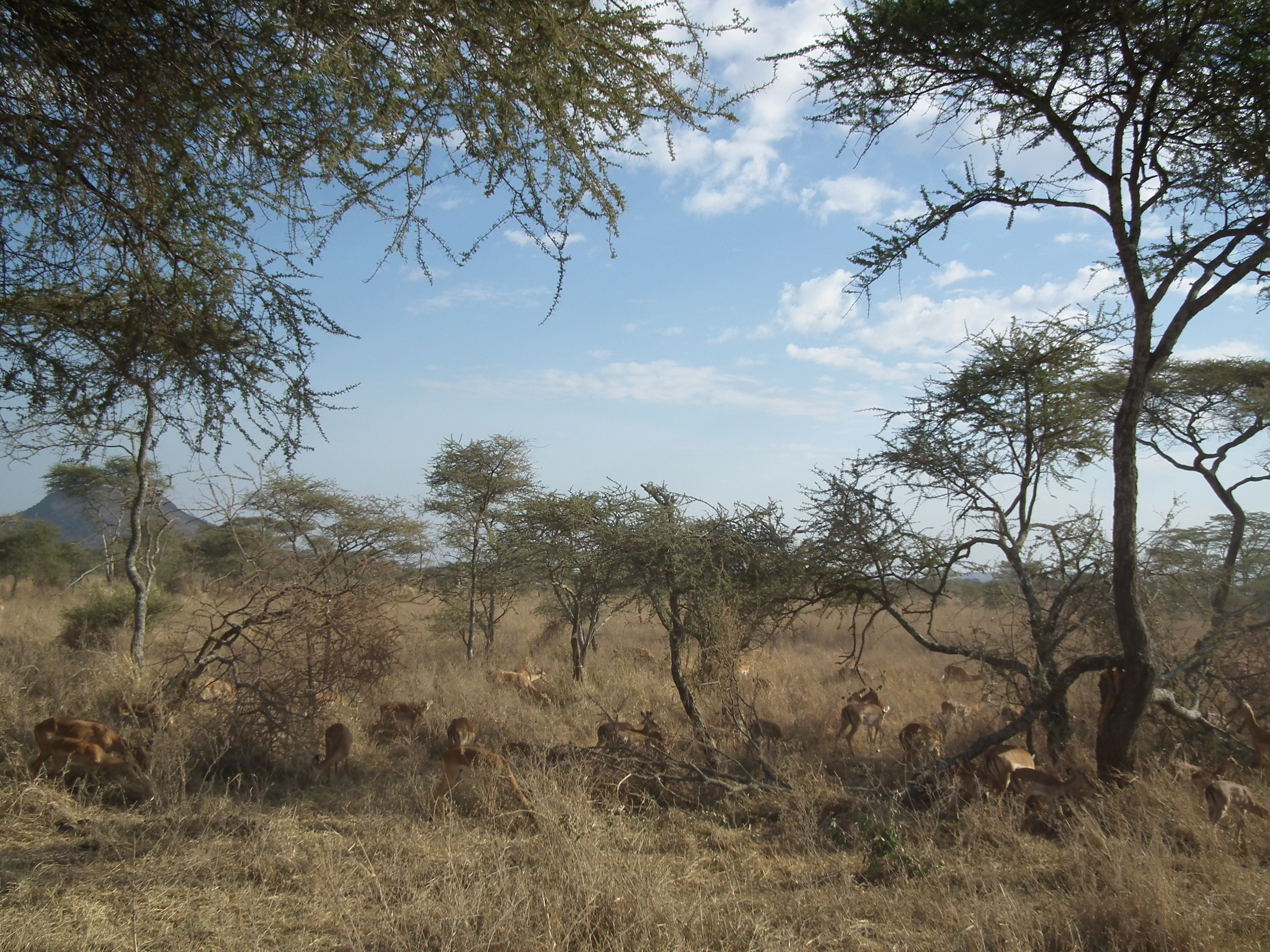
Tanzániai akácia ligetes impalákkal

Ez a tülkösszarvúfaj azon kevés antilopok egyike, amelynek – néhány hely kivételével, például Burundi – sikerült megtartania a történelmi előfordulási területét. Majdnem mindenhol megtalálható, ahol a fehér ember megérkezte előtt is létezett. Az előfordulási területe keleten Északkelet-Ugandától és Kenya középső, illetve déli részeitől, délre egészen a Dél-afrikai Köztársaság KwaZulu-Natal nevű tartománya északi részéig tart. Míg nyugaton Namíbiában és Dél-Angolában is vannak állományai. A két elfogadott alfaja közül az egyiknek, az A. m. petersinek az elterjedése csak a Délnyugat-Angola és északnyugat-Namíbia határán lévő Kaokolandra korlátozódik. Ezt az alfajt a 2000-es évek óta figyelik. A másik alfaj, az A. m. melampus jóval gyakoribb és a szóban forgó antilopfaj összes többi elterjedési területét uralja. Az állatot több gaboni és dél-afrikai köztársasági védett területre betelepítették.
Általában kerüli a hegyvidékeket, azonban KwaZulu-Natal tartományban 1400 méteres tengerszint feletti magasságban is megfigyelték.
A szóban forgó emlősállat a szavannákat övező és foltozó ligeterdőkben és bozótosokban él. Olykor az ezek átmenetét képező ökotonokban is megtalálható. Élőhelyének kiválasztását a víz közelsége is meghatározza. Dél-Afrikában a Colophospermum mopane-t és az akáciaerdőket részesíti előnyben. A különböző évszakokban különböző fák közelségét keresi; például az esős évszakban az arabmézgafák (Acacia senegal) közelében ül, míg a száraz évszakban a Vachellia drepanolobium alatt táplálkozik. Az élőhelyek összetétele és a ragadozók jelenléte is befolyásolja az impala állományok nagyságát, illetve jelenlétét; például kerüli azokat a magas füvű területeket, ahol eme növények kiváló rejteket biztosítanak a ragadozóknak. Egy megfigyelés szerint ott, ahol az afrikai elefántok (Loxodonta africana) ritkítják az erdőket, helyet csinálva a bozótosoknak, az impala száraz évszaki táplálkozásának ideje meghosszabbodik. Korábban, több és nagyobb Baikiaea-erdők léteztek; ezek pedig kevés táplálékot nyújtottak az impalának, de miután az elefántok ritkítani kezdték eme erdőket, az impala állományok több táplálékhoz jutottak. A Baikiaea-erdőket felváltották a kapri-bozótosok (Capparis), melyek kiváló táplálékforrásává váltak ennek az antilopnak.

## Megjelenése

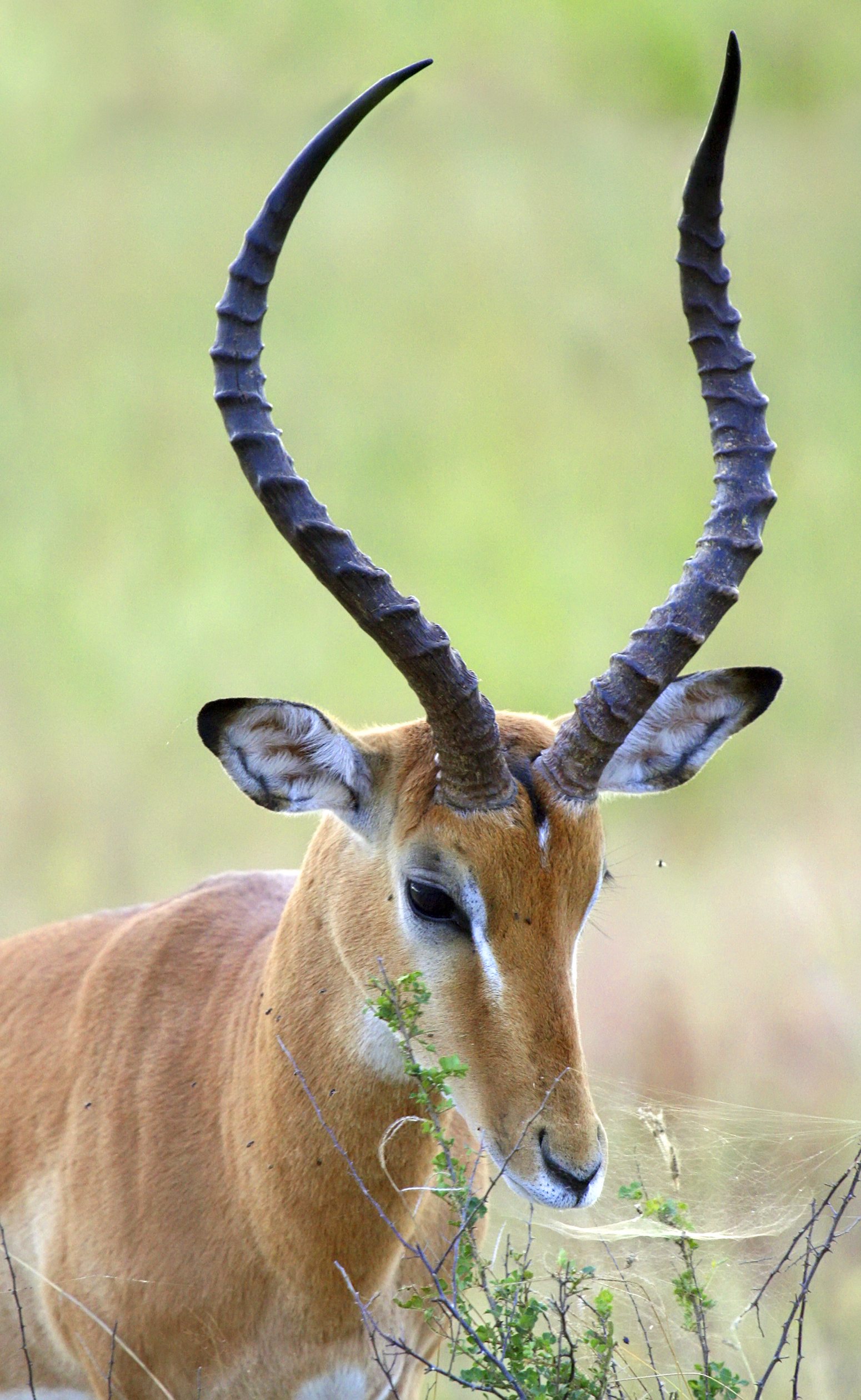
Ennél az antilopnál a bikának van szarva, ...

Az impala közepes termetű, karcsú testfelépítésű antilopfaj, mely megjelenésben a közönséges mocsáriantilopra (Kobus kob) és a Grant-gazellára (Nanger granti) hasonlít. Az átlagos fej-testhossza körülbelül 130 centiméter. A bika marmagassága 75-92 centiméter és a tehéné 70-85 centiméter. A bika testtömege általában 53-76 kilogramm közötti, míg a tehéné 40-53 kilogramm között mozog. Ezen az emlősfajon belül jól látható nemi kétalakúság van; a kisméretű tehénnek nincsen szarvva, míg a nála nagyobb bika jó nagy szarvval rendelkezik. A bika karcsú, líraalakú szarva akár 45-92 centiméter hosszú is lehet; akkora, mint a marmagassága. A szarv erős, számos gyűrűs kidudorodással, előbb kihajló, utána pedig behajló, mígnem a vége kissé előremutat. A szarv keresztmetszete majdnem mindig kör alakú; a töve pedig üres. A szarv alakja és felépítése segíti tulajdonosát összeakaszkodni ellenfelével és ha lehet, elmozdítani helyéből. A szarv a koponyát a sérülésektől is védi.

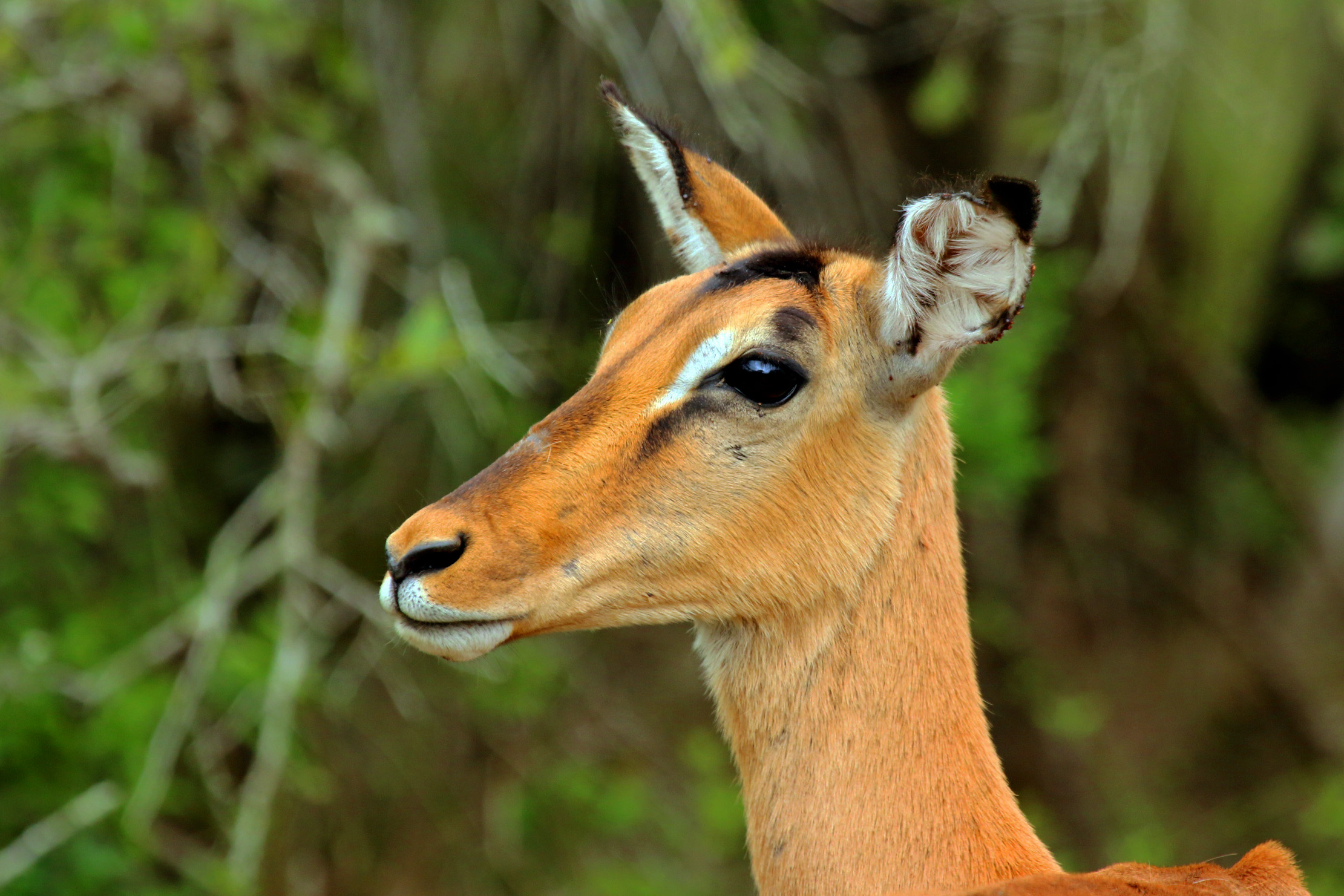
... míg a tehénnek nincs

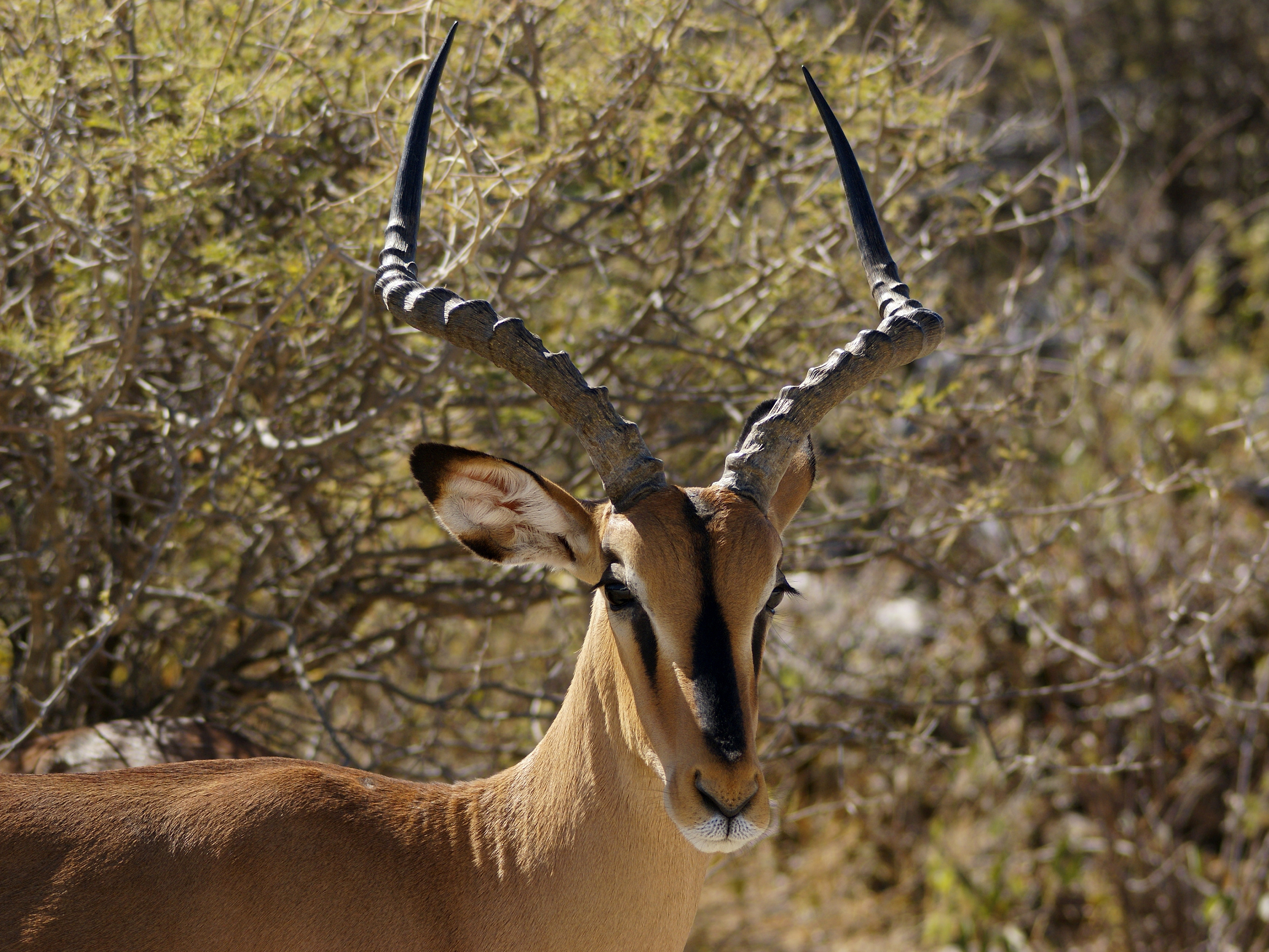
A sötétebb árnyalatú alfaj

Az állat fényes szőrzete két árnyalatban szerepel; a háti része vörösesbarna, míg az oldalai világosbarnák vagy drapp-barnák. A hasi része fehér, és jól elüt a test többi színezetétől. A nyaka és feje is olyan színű, mint a háta, azonban a pofája és az orrtájéka valamivel világosabb. A szemei körül fehér gyűrű látható. A petersi alfajnál az orr és szem környékén fekete sávozások vannak. A körülbelül 17 centiméter hosszú füleinek végei feketék. A tükrétől egészen a hátsó lábak combjáig fekete vonalak futnak. A bojtos farka 30 centiméter hosszú; a közepén fekete csíkkal. Színezetre az impala a zsiráfnyakú gazellára (Litocranius walleri) hasonlít a legjobban, azonban ennek az utóbbi antilopnak rövidebbek a szarvai és hiányzanak a hátulsó fekete csíkozásai. Az impala hátsó lábain fekete szőrcsomók borította szagmirigyek vannak. A bika fején a faggyúmirigyek sűrűbben, míg a testen szétszórva ülnek. Ezeket a mirigyeket a bika főleg a párzási időszak alatt használja; a tehén eme mirigyei nincsenek teljesen kifejlődve és sohasem használja ezeket. Az impalának négy csecsbimbója van.
Az alfajok közül az A. m. petersi, azaz a fekete orrú impala a nagyobbik és a sötétebb. Ennél az alfajnál fekete példányok is születhetnek, amelyért a melanizmus, azaz a bőr, illetve a szőrzet sötétbarna, illetve fekete elszíneződése felelős; ezt pedig a melanin festékanyag felhalmozódása okozza. Ez az alfaj a laikus nevét arról kapta, hogy az orrától a szeméig fekete sávok vagy csíkok láthatók. Amint túlhalad a szemen, ez a sötét mintázat halványulni és vékonyodni kezd. Egyéb megkülönböztető jelek a füleken található nagyobb fekete foltok, és a 30%-kal hosszabb és bozótosabb farok.
Az állkapocscsont (mandibula) fogazata nagyon különleges, fésűszerű és az orrtükrös főemlősökére (Strepsirrhini) emlékeztet. Ezt akkor is használja, amikor fajtársát „átfésüli”, tisztogatja. Ez a fésűfogazat tökéletesen leszedi a külső élősködőket a nyakról és a fejről.

## Életmódja
Ez az antilopfaj főleg nappal tevékeny, bár a nap közepét, amikor a legnagyobb a forróság, pihenéssel tölti. A meleg évszakban éjszaka is táplálkozik. Az impalának három különböző „társadalmi” rétege van: a területtel rendelkező és az azt védelmező bikák, a tehéncsordák, melyekben a borjak is vannak, valamint a terület nélküli bikacsordák, melyben fiatal bikák és területet elvesztett, kiöregedett bikák társulnak. A területvédő bika, amint megnevezése is mutatja saját területet jelöl ki magának, melyet szagmirigyeivel, vizeletével és ürülékével határol el. Ezt a területet hevesen védelmezi más bikákkal szemben, továbbá ide próbálja csalogatni a teheneket, hogy saját háreme legyen. A legénycsordák kis méretűek, alig számlálnak 30 főt. Ezekben a csordákban az állatok közti távolság általában 2,5-3 méter; a nagyon fiatal és az öreg bikák inkább közelítenek egymáshoz, mint az ugyanolyan korú, ivarérett, de még terület nélküli bikák. Ez utóbbi állatok csak próbadöfések érdekében közelítenek egymáshoz. A tehéncsordák egyedszáma nagyon változatos lehet, a 6 főtől egészen a 100 fősig terjedhet. A tehéncsordák általában 80-180 hektáros területen belül mozognak. Az anya-borjú kapcsolat eléggé gyenge, azonnal megszűnik, hogy bekövetkezett az elválasztás. A fiatal bikát elkergetik, míg a fiatal tehén dönthet, hogy az anyja csordájában marad, vagy más tehéncsordához csatlakozik. A tehéncsordák eléggé lazák és nincs szembetűnő vezérük. A legény- és tehéncsordákon belül a kapcsolatot az egymást tisztogatás, „átfésülés” tartja fent. Az eddigi megfigyelések szerint a párosujjú patások közül csak az impala takarítja egyaránt magát is és fajtársait is. A tehéncsordákban az egymás gondozását főleg a rokon állatok végzik, míg a legénycsordákban nem számít a rokonság. Az egymást gondozó impalák naponta hatszor-tizenkétszer is „átfésülik” egymást.

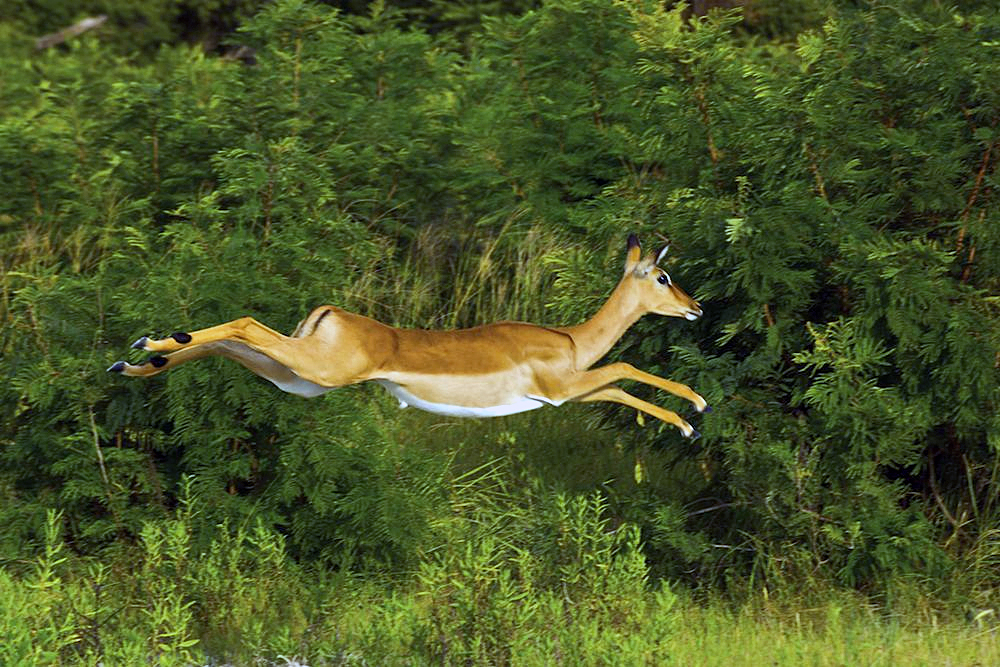
Veszély esetén nagyokat ugrik, akár 2 méter magasra is

A társadalmi viselkedéseiket az éghajlat és az élőhely elhelyezkedése is befolyásolhatja. Az év különböző szakaszaiban ez az antilop mikor társasabb, mikor pedig területvédőbb. Az ilyen viselkedési ingadozások idejének hossza állománytól állományra nagyon eltérő lehet. Például a dél-afrikai impalánál a területvédés és a párzási időszak néhány hónapig is tarthat, míg Kelet-Afrikában a területvédésre való hajlam nem olyan erős és rövid ideig tart. Néha a területvédő bika megtűri a legénycsordát a területén, sőt olykor ahhoz csatlakozik, elhagyva az általa kijelölt és kiküzdött területet. Hogy milyen viselkedése van egy-egy impalának, azt az adott évszak határozza meg. A tanzániai Serengeti Nemzeti Parkban végzett impala-kutatás szerint a területtel rendelkező bikák 94%-a, csak kevesebb mint négy hónapig tartotta fenn a területére való igényét.
Az impala az afrikai kontinens egyik legfőbb zsákmányállata. Erre a növényevőre főleg gepárdok (Acinonyx jubatus), leopárdok (Panthera pardus), oroszlánok (Panthera leo) és hiénakutyák (Lycaon pictus) vadásznak. Ha megriasztják őket, hatalmas ugrásokkal menekülnek, szinte szállnak a levegőben; ilyenkor akár 2 méter magasba és 10 méter távolságba is ugranak, bokrokat és akár más impalákat is átszökhetnek. Védekezésképpen gyakran a hátsó lábukkal kirúgnak, mikor az elsőkkel földet érnek. Bármelyik irányba el tudnak rugaszkodni, ezzel gyakran megzavarják a ragadozóikat. Az elfutás mellett a ligeterdők és bozótosok által szolgáltatott rejtekhelyeket is keresik. Ha veszélyt észlel, akkor két bokor közé bújva, mozdulatlanul figyel. A legfőbb hangkiadása egy erős ordításnak hallatszó hang, amely valójában 1-3, csukott szájjal kiadott orrhang. Ezt a hangot 2-10, nyitott szájjal kiadott torokhang követi; ekkortájt pofáját és farkát magasan felemeli. A legerősebb hangjai akár 2 kilométeres távolságba is elhallatszanak. A szagmirigyeivel fűszálakat és ágakat ken meg, így a többiek tudják, hogy ki az adott terület tulajdonosa. Nem vándor állat; életét amely akár 12 évet is tarthat, ugyanazon az élőhelyen tölti. Fogságban akár 17 évig is élhet.

### Élősködői

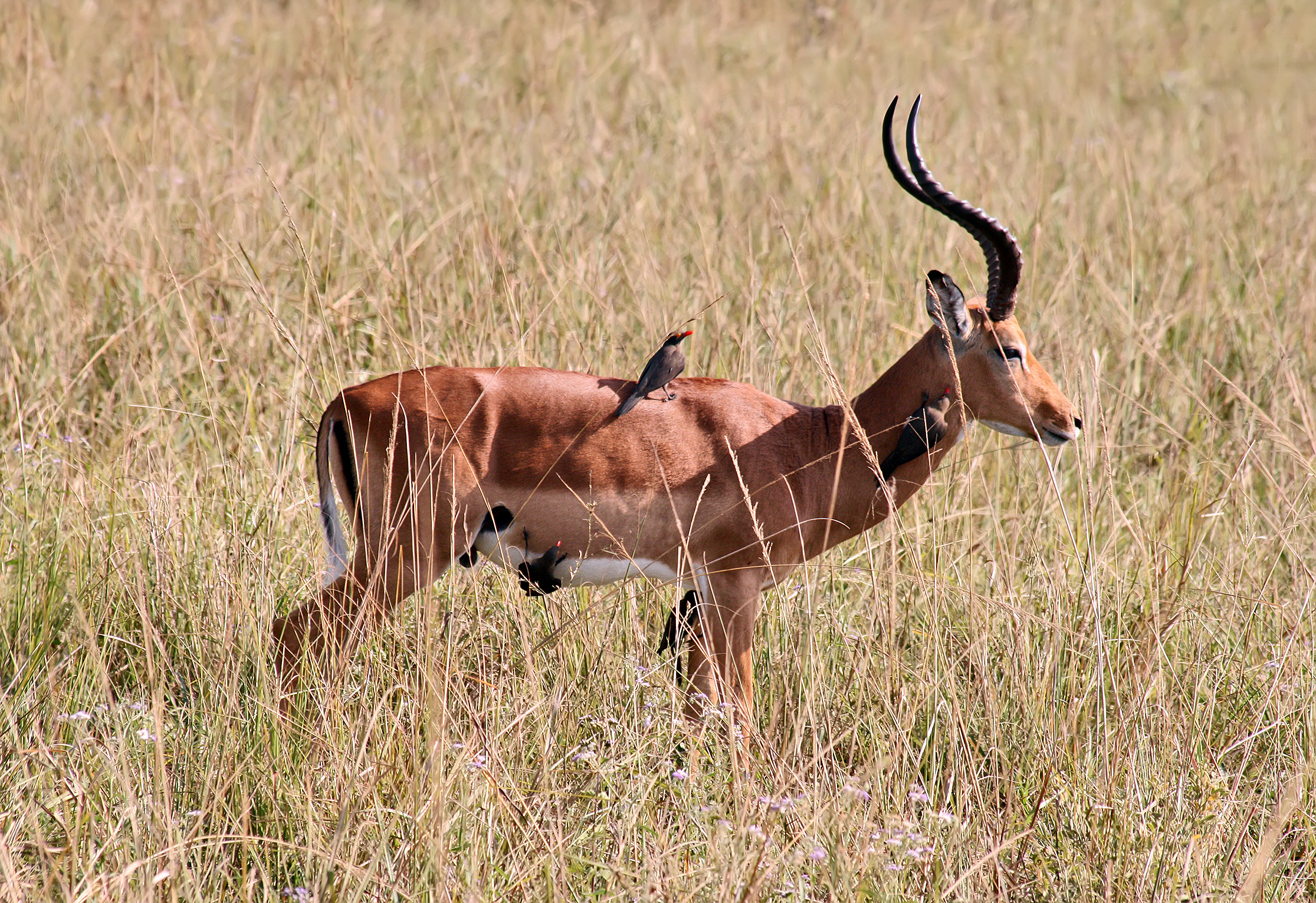
Impalát tisztogató nyűvágók

Mint sok más nagyobb testű növényevő emlősállatnak, az impalának is számos élősködője van. A kullancsok közül: az Amblyomma hebraeum, a Boophilus decoloratus, a Hyalomma marginatum, az Ixodes cavipalpus, a Rhipicephalus appendiculatus és a Rhipicephalus evertsi támadja meg. Zimbabwében az elszaporodott R. appendiculatus kullancsok számos patás állat halálát okozták, mivel a kullancsbénulást okozták. Az impalának a fésűs fogazata tökéletes a szőrzetből való kullancseltávolításra, azonban ez a tevékenység nagyon időigényes, és a forró nyáron az antilopok inkább a vízkereséssel foglalkoztak. Szintén az „átfésülés” elveszi a figyelmet a ragadozók veszélyéről, valamint koptatja a fogakat. Megfigyelések azt mutatták, hogy impala a testápolási idő hosszát és a „barátok” számát az adott évszak kullancsmennyiségéhez időzíti, illetve tartja fent.
Az impala testápolását a nyűvágófélék (Buphagidae) segítik. Ezek a madarak azokon a helyeken tisztogatnak, ahová az antilop nem ér el, mint például a füleket, a nyakat, a szemek körüli részeket, homlokot és a has alatti részt. Az impala a legkisebb állat, amelyre ezek a madarak rá mernek szállni. Egy kutatás szerint a nyűvágók akkor is az impalát részesítették előnyben, amikor az antilop vörös tehénantilop, Grant-gazella, Thomson-gazella (Eudorcas thomsonii) vagy közönséges lantszarvúantilop (Damaliscus lunatus) társaságában volt. Ez azzal magyarázható, hogy a felsorolt antilopoktól eltérően az impala főleg ligeterdőkben él, ahol a kullancssűrűség nagyobb, tehát több ízeltlábú mászhat az emlősre, így bőségesebb táplálékkínálatot biztosítanak a madaraknak. Egy másik kutatás szerint, a nyűvágók az emlős összes testrészénél jobban a füleket kedvelik; valószínűleg azért, mert a kullancsok főleg ezekre kapaszkodnak.
Az impalára támadó tetvek (Phthiraptera) közül a következők említhetők meg: a Damalinia aepycerus, a Damalinia elongata, a Linognathus aepycerus és a Linognathus nevilli. Egy kutatás szerint az ivermektin nevű szer hatásos a Boophilus decoloratus és a Linognathus-fajokkal szemben, azonban nem árt a Damalinia-fajoknak. A dél-afrikai kutatók megfigyelték, hogy amint az impala borjú növekszik, egyre több férge lesz; a legnagyobb féregállománnyal az egyéves példányok rendelkeznek. A férgek a következő nemeket képviselik: Cooperia, Cooperoides, Fasciola, Gongylonema. Haemonchus, Impalaia, Longistrongylus és Trichostrongylus. A különböző féregfajok megjelenése és sűrűsége a különböző évszakoktól függően változik.

### Táplálkozása

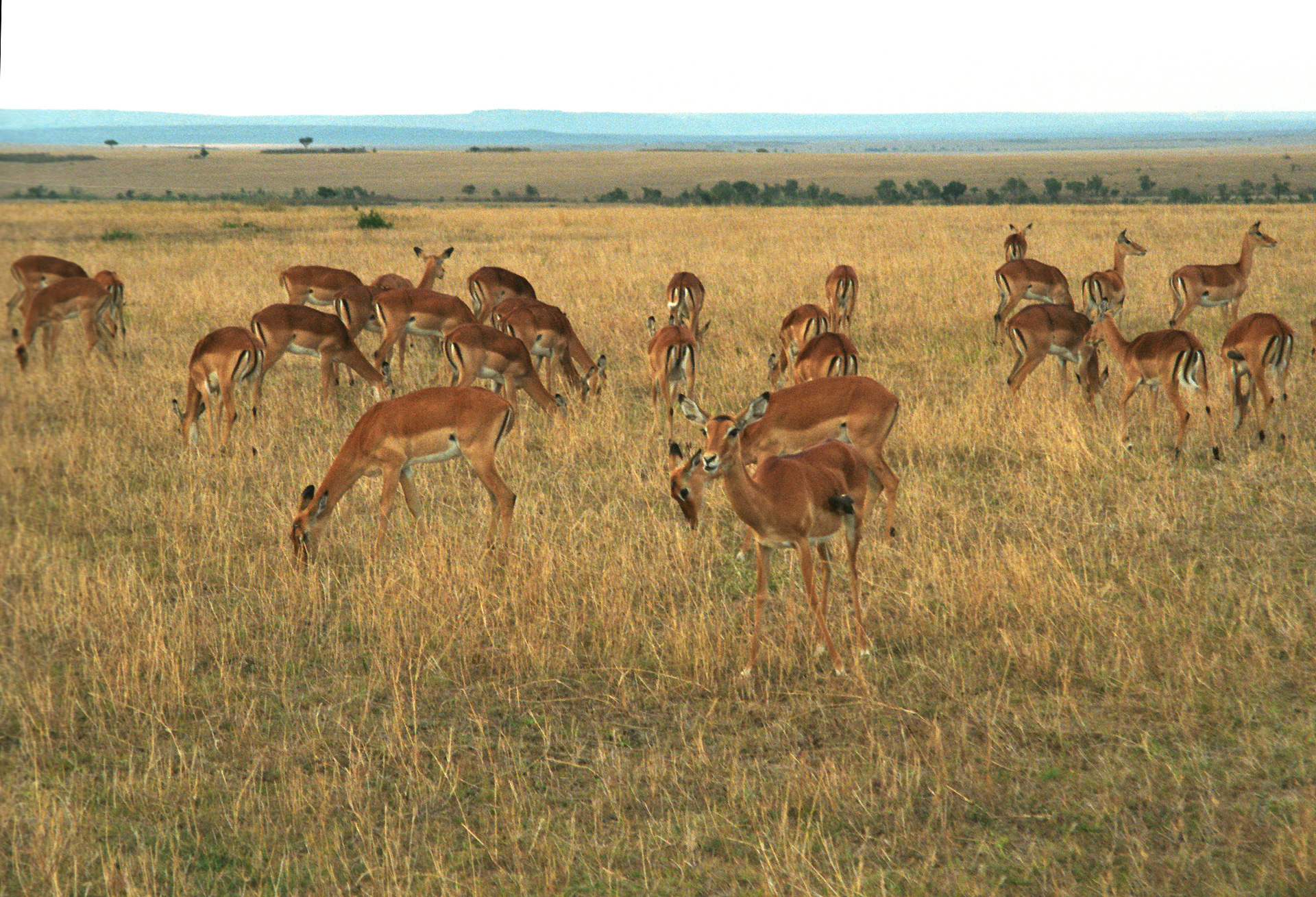
Legelő tehéncsorda

Ez a növényevő emlős egyaránt bokorevő és legelő. E két táplálkozási módszer közül akármelyik előnybe kerülhet, az adott évszaktól és táplálékkínálattól függően. Az étrendje, levelekből, virágokból, perjefélékből, más lágy szárú növényekből, valamint gyümölcsökből és hüvelyestermésekből tevődik össze. Valamilyen vízforrás közelségét kedveli; ennek hiányában inkább pozsgás növényekkel táplálkozik. Egy megfigyelés szerint az impala 45%-ban egyszikűeket, 45%-ban kétszikűeket és 10%-ban valamilyen termést fogyaszt. Az esős évszak megérkeztével a füvek fogyasztása 90%-kal megnő, míg a száraz évszakban kerüli az elszáradt perjeféléket. A késő esős évszakban és a száraz évszakban főleg bokrok, cserjék és fiatal fák leveleit eszi. A legszegényesebb tápláléka a száraz évszak közepén van, amikor is faanyaggal és kéreggel kénytelen táplálkozni. A fiatal bikák és a tehenek inkább bokorevőbbek, mint a territoriális bikák, melyek a kijelölt területeiken található füveket legelik.
A füvek közül főleg a tápláló Digitaria macroblephara nevű fajt keresi, azonban a szívós és kemény Heteropogon contortus és Themeda triandra fajokat általában kerüli. Az az impala, amely a csorda szélén táplálkozik, figyelmesebb, mint egy közbülsőbb példány. A táplálkozó állat, habár az nem is a kijelölt területe, lehajtott fejjel arrább zavarja fajtársait. A napi táplálkozásra szánt idő a száraz évszak vége felé éri el csúcspontját, amikor is 75,5%-át az idejének táplálékkereséssel tölti. Az esős évszakban és a száraz évszak elején szánja a legkevesebb időt a táplálkozásra; ekkortájt csak az 58%-át.

## Szaporodása

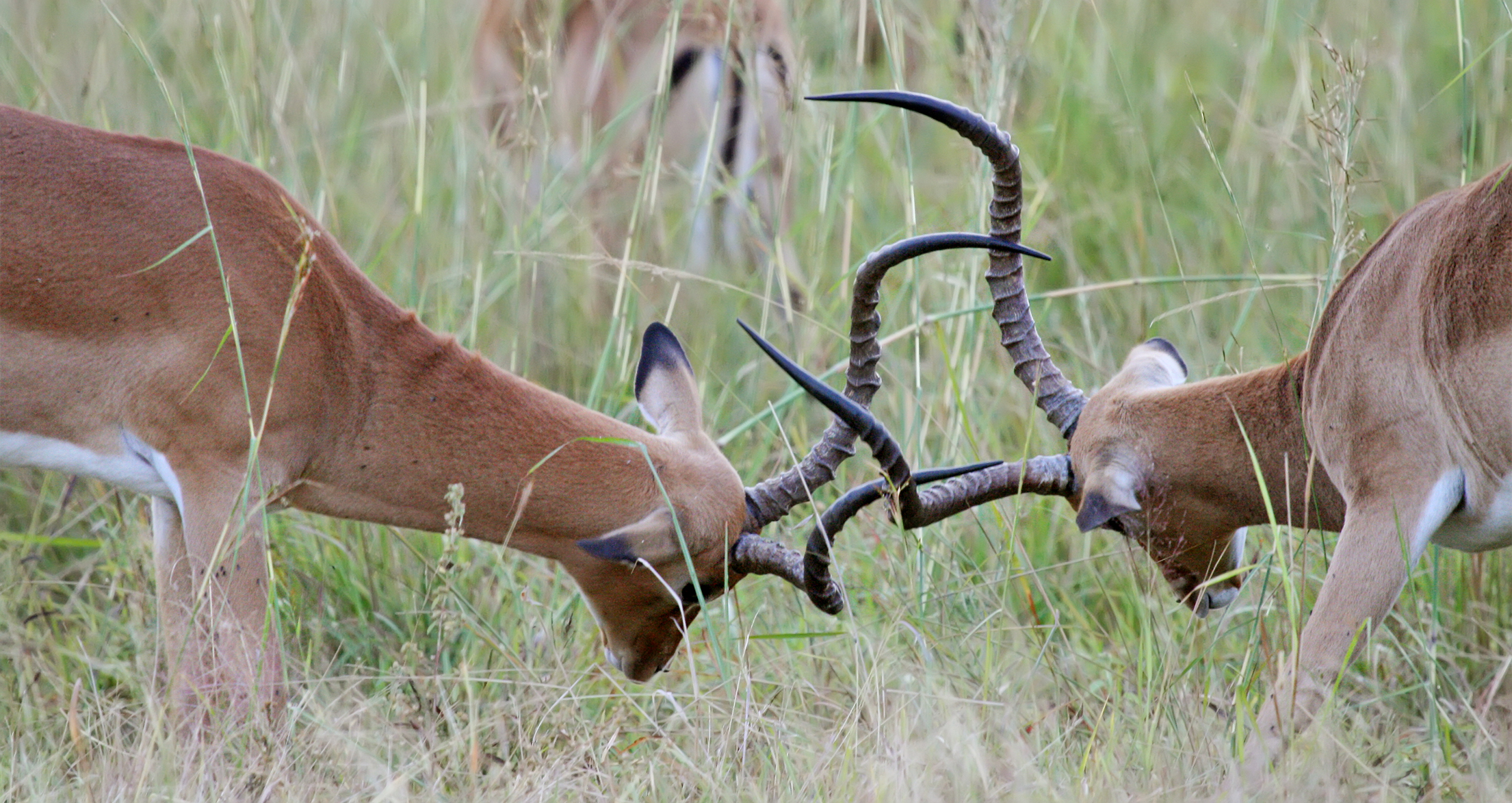
Küzdő impala bikák

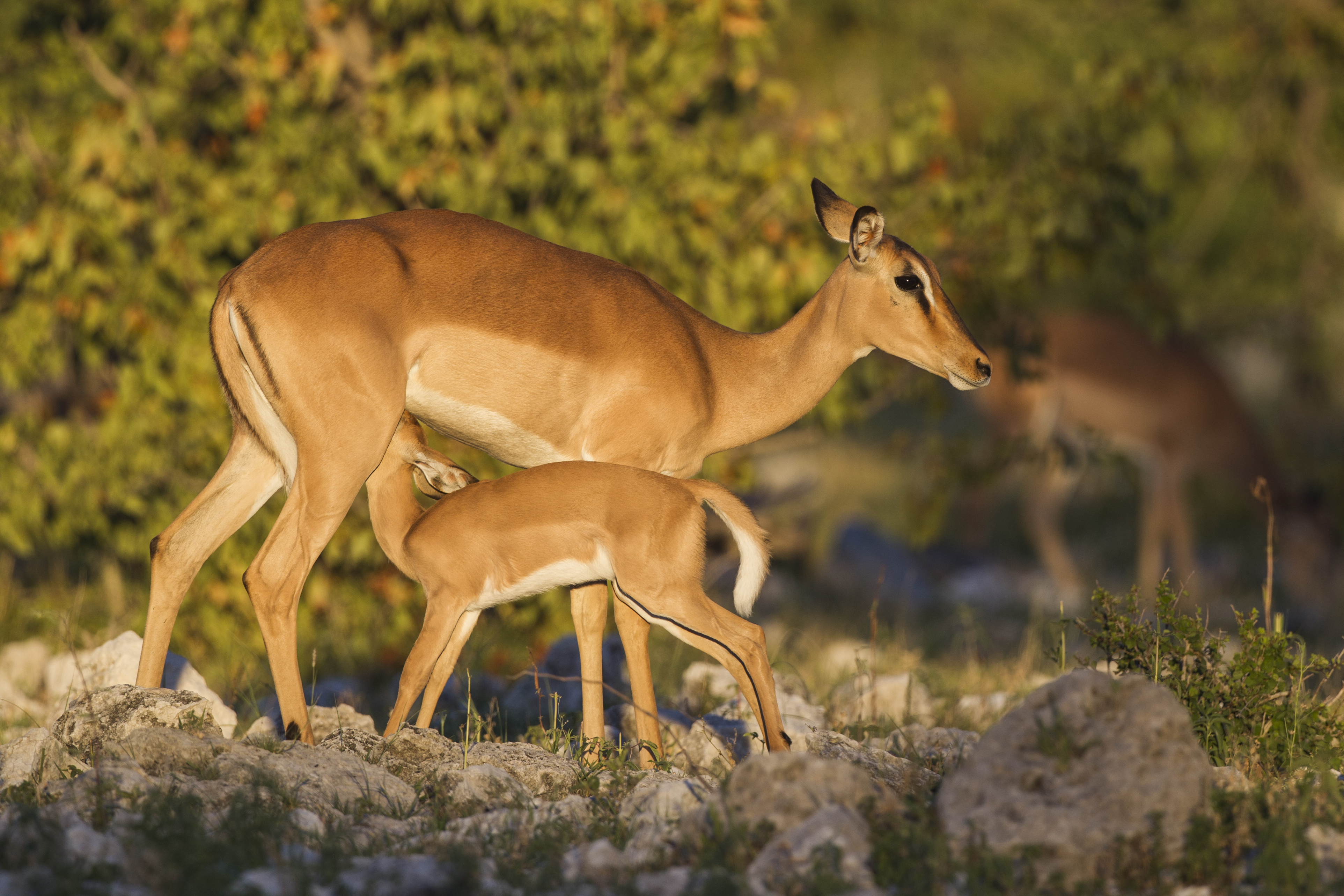
Borját szoptató tehén

A bika már egyévesen is ivaréretté válik, azonban általában csak négyévesen fog szaporodni először. A kifejlett bika kijelöl magának egy területet és megpróbálja odacsalogatni a teheneket. A tehén általában másfél éves korában válik ivaréretté. Ha a tehén nem vemhes, akkor 12-29 naponként, 24-48 órán belül hajlandó párzani. Az évi háromhetes szaporodási időszak az esős évszak befejeztével kezdődik, általában májusban. A bika esetében a hím ivarmirigyek (gonádok) és a szaporodást előidéző hormonok már jóval – akár néhány hónappal is – a szaporodási időszak előtt megkezdenek nagyobbodni, illetve termelődni. Ez a bika viselkedésének megváltozásához vezet; megnő az agressziója és hevesen ragaszkodik a kijelölt területéhez. Az úgynevezett Cowper-mirigyek (glandula bulbourethralis) megnövelik tömegüket és a tesztoszteronszint megduplázódik; legalábbis a legénybikához képest. Ezeknek a hormonális változásoknak következtében nemcsak a viselkedése, hanem a nyaka vastagsága is megváltozik. Általában teliholdtól teliholdig tart az impala szaporodási időszaka.
Az udvarló bikák megküzdenek egymással, hangokat hallatnak és egymás után futkosnak. Elriasztásképpen mereven tartott nyakaikat és szarvaikat mutatják egymásnak. Ekkortájt a bika aligha táplálkozik; ezt az időszakot küzdésekkel, udvarlással és párosodással tölti. Ha tehén jött a területére, annak vizeletét megízleli és megszagolja, hogy lássa, hajlandó-e a párosodásra. Ha a tehén még nem áll készen, akkor a bika 3-5 méter távolságból mindenhová követi – persze a területén belül. A hím a hangkiadások mellett, kinyújtja a nyelvét és erőteljesen integet a fejével. Ha tehén készen áll, hagyja, hogy a bika megszagolja a nemi szervét és a párosodáshoz félrevonja a farkát. Párzás alatt a bika magasra emeli fejét és mellső lábaival megpróbálja átfogni a tehén oldalait. Egy bika és egy tehén akár többször is párosodhat; körülbelül néhány másodpercenként vagy 1-2 percenként. Egy idő után a bika megunja a tehenet és másik után néz; bár a tehén még mindig hajlandó lett volna, így más bikát keres fel.
A vemhesség 6-7 hónapig tart. Amikor eljön az idő, a tehén félrevonul a csordától, általában a nap közepén és életet ad egyetlen borjának. Az a feltételezés, miszerint ha nem jók az életfeltételek, a tehén késleltetni tudja az ellést egy hónappal, már nem tűnik realistának. Az újszülött borjú életének első heteiben a fűben vagy a bokrok alatt lapulni fog. Ha megerősödött és nőtt egy kicsit, az anyja csordáján belüli „óvoda” csordához csatlakozik. Az elválasztás 4-6 hónap múlva következik be. A fiatal bikát elűzik, míg a fiatal tehén egész életében anyja csordájában maradhat, vagy más tehéncsordához csatlakozhat.

## Az impala és az ember

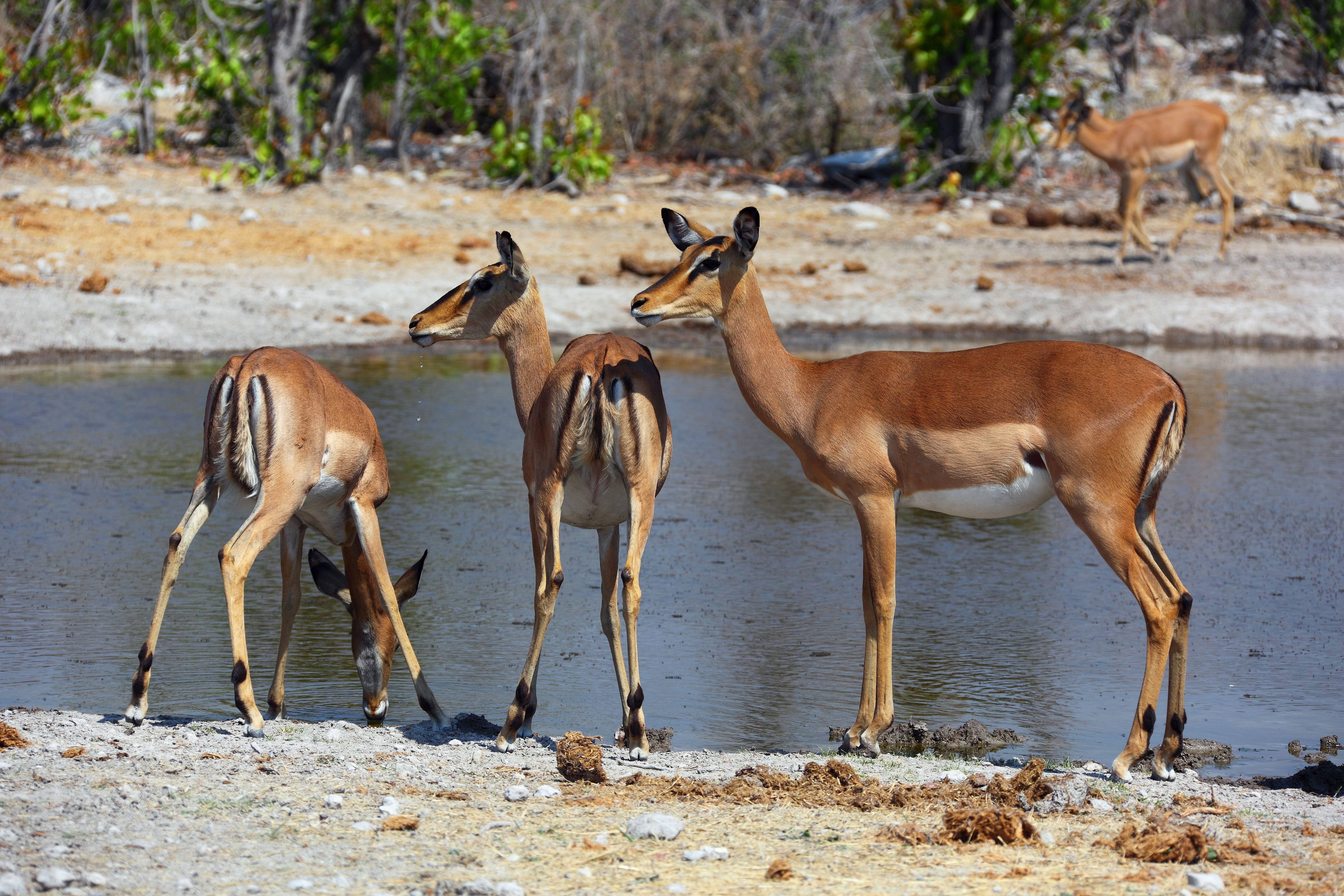
A. m. petersi tehenek az Etosha Nemzeti Parkban, ahová nemrég telepítették be

A Természetvédelmi Világszövetség (IUCN) nem fenyegetett fajként tartja számon az impalát, bár az egyik alfaját, a nyugati fekete orrút sebezhetőként kezeli, mivel 2008-ban már csak kevesebb mint 1000 példánya létezett. Az állat, mint faj nincs veszélyben, azonban a fekete orrú impalát érzékenyen érinti az orvvadászat és a természeti katasztrófák. Szintén 2008-ban a közönséges impala világszintű állományát körülbelül 2 millió főre becsülték. Egyes kutatások szerint a ritka alfaj áthelyezése más területekre segítené a fennmaradását és túlélését.
Az impala világszintű állományának az egynegyede olyan védett területeken és rezervátumokban él, mint a botswanai Okavango-delta, a kenyai Masai Mara Nemzeti Rezervátum és Kajiado, a dél-afrikai köztársasági Kruger Nemzeti Park, a tanzániai Ruaha Nemzeti Park, Serengeti Nemzeti Park és Selous Vadvédelmi Terület, a zambiai Luangwa Nemzeti Park, és a zimbabwei Hwange Nemzeti Park, Sebungwe és Zambézi-medence. A ritka sötét alfajt betelepítették Namíbia más vadasparkjaiba és az Etosha Nemzeti Parkba is.
Az elterjedési területén az impala állománysűrűsége helyenként változó. Például a tanzániai Mkomazi Nemzeti Parkban egy impalának egy négyzetkilométer jut, míg a zimbabwei Kariba-tónál 135 négyzetkilométer jut egy főre.
Állatkertekben gyakori faj. Magyarországon egyetlen helyen, a veszprémi Kittenberger Kálmán Növény- és Vadasparkban él egy kisebb csapat.
Nevét egy ismert amerikai autótípus, a Chevrolet Impala is viseli.

## Fordítás
- Ez a szócikk részben vagy egészben  az   Impala című angol Wikipédia-szócikk ezen változatának fordításán alapul.  Az eredeti cikk szerkesztőit annak laptörténete sorolja fel. Ez a jelzés csupán a megfogalmazás eredetét és a szerzői jogokat jelzi, nem szolgál a cikkben szereplő információk forrásmegjelöléseként.